# Charisma Records
Charisma Records fue una compañía discográfica fundada en 1969 y cesada en 1986 por el ya fallecido periodista, productor musical y emprenderista británico Tony Stratton-Smith que difundió música de grupos del rock progresivo como The Nice, Van der Graaf Generator, Hawkwind, Genesis, entre otros grupos.
Actualmente la discográfica está cesada y su música la distribuye Virgin Records, EMI Records y Capitol Records.

## Algunos artistas de la discográfica
- Hawkwind
- The Associates
- The Nice
- Right Said Fred
- Gary Moore
- Genesis